# Esteve d'Anglaterra
Esteve I d'Anglaterra (vers 1096 - 25 d'octubre del 1154), sovint conegut com a Esteve de Blois, va ser rei d'Anglaterra des del 1135 fins a la seva mort. El seu regnat va estar marcat per la guerra civil amb la seva rival l'emperadriu Matilde, que va arribar a destronar-lo durant un breu interval d'uns mesos. Esteve fou el darrer monarca de la dinastia normanda, i va ser succeït pel fill de Matilde Enric Plantagenet.

## Ascens al tron
Esteve va néixer a Blois, França, fill del comte de Blois Esteve II i Adela d'Anglaterra. La seva mare era filla de Guillem el Conqueridor i Matilde de Flandes i, per tant, Esteve era nebot dels reis d'Anglaterra.
L'any 1106 va ser enviat a Anglaterra per ser educat a la cort del seu oncle Enric I. El 1113 va rebre el comtat de Mortain. Durant els anys 1116-1119, Esteve de Blois comte de Mortain va ajudar Teobald IV de Blois, el seu germà gran, sobretot manant l'exèrcit blesonormand a Brie, per temor que el rei de França Lluís VI no se n'apoderés durant una absència de Teobald, i aquest darrer li va cedir el control d'algunes places com Alençon (1117). Esteve va anar també al socors de Teobald al començament del novembre del 1118, quan fou capturat al combat per la guarnició del castell de L'Aigle; en el mateix moment, els ciutadans d'Alençon, ciutat fronterera, exasperats per la brutalitat del tractament que els donava Esteve i la seva guarnició, es rebel·laren i van cridar en ajut al comte Folc V d'Anjou i del Maine. Aquest es va apoderar de la ciutat (1119) i va assetjar la fortalesa. Teobald i el seu germà Esteve, que segons el monjo cronista Orderic Vital estaven «àvids de glòria» avançaren les hosts d'Enric I d'Anglaterra i marxaren a alliberar la ciutat amb els seus propis homes però foren derrotats en un combat que tingué lloc fora de la ciutat, i Enric I fou obligat llavors a retirar-se. Alençon va reconèixer al seu senyor presoner Robert II de Bellême però sota administració del seu fill Guillem III Talvas (senyor des del 1134) i el control efectiu (1119-1129) d'un lloctinent de Folc V el Jove (comte d'Anjou i que des del 1110 era també comte per dret uxori del Maine) i després (1129-1134) de Jofré V el Bell o Plantagenet, fill del precedent.
El 1125 Esteve es va casar amb la filla del comte de Boulogne, Matilde, i el 1128 esdevenia comte consort de Bolonya.
L'any 1120 l'únic fill mascle legítim d'Enric I, Guillem Adelin, morí en el naufragi de la Nau Blanca. Tot i que el rei es tornà a casar intentant a la desesperada de tenir un hereu, el matrimoni no tingué descendència. Davant d'això, tenia quatre possibles successors de sang reial: la seva filla Matilde, el seu fill bastard Robert de Gloucester, el seu nebot Esteve, i el germà gran d'Esteve, Teobald II, comte de la Xampanya, que es va desinteressar en la lluita per la successió i es va centrar en el seu comtat.
Enric es decantà per la seva filla i va obligar els barons a acceptar-la com a hereva. Esteve fou el primer a retre-li homenatge. Però quan Enric morí el 1135 els nobles van renunciar a acceptar-la, tant per la seva condició de dona com perquè el seu marit Jofré V d'Anjou era enemic dels normands. Van afirmar que li havien jurat lleialtat sota coacció, i van donar suport a Esteve que es proclamà rei tot afirmant que just abans de morir Enric havia canviat d'opinió i l'havia nomenat hereu.
Un cop coronat, Esteve va rebre el suport de la majoria dels barons, així com del papa Innocenci II. Durant els primers anys de regnat va haver de fer front a les revoltes dels gal·lesos, a una breu guerra amb el rei David I d'Escòcia, que pretenia expandir el seu poder per la zona nord d'Anglaterra, amb el pretext de donar suport a Matilde. Els escocesos foren derrotats l'any 1138 a la batalla de Standard. El rei també va haver de fer front a la revolta de Baldwin de Redvers, el primer baró a alçar-se a favor de Matilde, el 1136, que ocupà Exeter, però va ser foragitat cap a Anjou. El mateix any el príncep Richard Fitz Gilbert de Clare va sublevar la noblesa de Gal·les contra el rei.

### L'Anarquia: guerra contra Matilde
L'any 1139 Esteve havia perdut gran part del suport inicial que havia rebut de la noblesa, i Matilde va aconseguir reunir prou suport per plantar-li cara. Els exèrcits d'Esteve es van enfrontar a les forces de l'emperadriu Matilde en diversos indrets, i el país va caure en una situació de guerra civil i desgovern en un període conegut com l'anarquia d'Anglaterra.
A la batalla de Lincoln, l'any 1141, es van trobar els dos exèrcits: els homes de Matilde, comandats per Robert de Gloucester i Ranulph, comte de Chester van aconseguir la victòria i el rei fou capturat per Guillem de Cahaignes, un seguidor de Ranulph. Matilde va destronar Esteve, que va ser empresonat a Bristol, i va proclamar-se reina.
Però l'esposa d'Esteve va mobilitzar el suport dels seus partidaris a Londres i van a obligar Matilde a fugir-ne. Amb la captura del lloctinent més capaç de la reina, el seu mig germà Robert de Gloucester, es va aconseguir negociar un alliberament de presoners pel qual Esteve recuperà la llibertat, el novembre del mateix any.
El desembre del 1142 Esteve va assetjar l'emperadriu a Òxford, però aquesta va aconseguir escapar-se sense que la veiessin, vestida de blanc i caminant per la neu, cap al castell de Wallingford, que governava el seu partidari Brien FitzCount.
L'any 1147, el fill de Matilde, Enric, va reclutar un petit exèrcit mercenari que va desembarcar a Anglaterra, però fou derrotat en dues batalles i es va quedar sense diners per pagar els mercenaris i sense possibilitat de ser auxiliat pel seu tiet Robert, que va morir poc després de febres, provocant que a l'any següent Matilde i el seu fill Enric es veiessin obligats a fugir a Normandia.

## Darrers anys i mort
Tot i la fugida de la seva rival, el poder d'Esteve al tron d'Anglaterra es mantingué en una situació precària, i amb la mort del seu fill gran i hereu Eustaqui IV, comte de Boulogne el 1153 es va arribar a un acord amb Matilde, conegut com el Tractat de Wallingford, en virtut del qual ella renunciava al tron a canvi que Esteve reconegués al seu fill Enric com a hereu, apartant de la successió a l'altre fill d'Esteve, Guillem de Blois.
Esteve moriria a Dover l'any següent, víctima d'una malaltia estomacal, i fou enterrat a l'Abadia de Faversham que ell i la seva esposa havien fundat l'any 1148.

## Relacions amb l'Església
Esteve va perdre el suport inicial de l'Església quan el 1140 va morir Thurstan, arquebisbe de York, llavors un grup de clergues reformistes seguidors de Bernat de Claravall va proposar que nomenés William de Rievaulx, però el rei preferia nomenar un familiar seu. Finalment es va decidir per Guillem de York, però quan aquest va anar a Roma per ser confirmat pel papa, va ser rebutjat.
Bernat de Claravall va convèncer el papa Eugeni III perquè nomenés Henry Murdac, com a arquebisbe de York. Això va enfurismar el rei i, quan Teobald, l'arquebisbe de Canterbury va marxar a Roma per veure com es podia solucionar el conflicte, el rei no li va permetre tornar a Anglaterra i el va desposseir dels seus béns. El 1147 Esteve va voler coronar el seu fill Eustaqui com a successor, però segons la tradició això ho havia de fer l'arquebisbe de Canterbury, el qual s'hi va negar. Llavors el rei va empresonar l'arquebisbe i va dir que no l'alliberaria fins que no s'avingués a coronar el seu fill, però algú va ajudar Teobald a fugir i es va refugiar a Flandes.

## Família

### Avantpassats

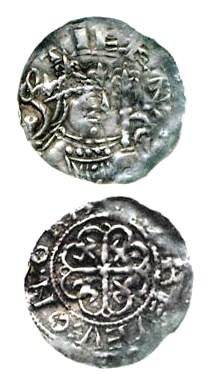
Penic de plata d'Esteve

|  |                            |  |  |  |  |  |  |  |  |  |  |  |  |  |  |  |
|  | 16. Eudes I de Blois       |  |  |  |  |  |  |  |  |  |  |  |  |  |  |  |
|  |                            |  |  |  |  |  |  |  |  |  |  |  |  |  |  |  |
|  |                            |  |  |  |  |  |  |  |  |  |  |  |  |  |  |  |
|  | 8. Eudes II de Blois       |  |  |  |  |  |  |  |  |  |  |  |  |  |  |  |
|  |                            |  |  |  |  |  |  |  |  |  |  |  |  |  |  |  |
|  |                            |  |  |  |  |  |  |  |  |  |  |  |  |  |  |  |
|  | 17. Berta de Borgonya      |  |  |  |  |  |  |  |  |  |  |  |  |  |  |  |
|  |                            |  |  |  |  |  |  |  |  |  |  |  |  |  |  |  |
|  |                            |  |  |  |  |  |  |  |  |  |  |  |  |  |  |  |
|  | 4. Teobald III de Blois    |  |  |  |  |  |  |  |  |  |  |  |  |  |  |  |
|  |                            |  |  |  |  |  |  |  |  |  |  |  |  |  |  |  |
|  |                            |  |  |  |  |  |  |  |  |  |  |  |  |  |  |  |
|  | 9. Ermengarda d'Auvergne   |  |  |  |  |  |  |  |  |  |  |  |  |  |  |  |
|  |                            |  |  |  |  |  |  |  |  |  |  |  |  |  |  |  |
|  |                            |  |  |  |  |  |  |  |  |  |  |  |  |  |  |  |
|  | 2. Esteve II de Blois      |  |  |  |  |  |  |  |  |  |  |  |  |  |  |  |
|  |                            |  |  |  |  |  |  |  |  |  |  |  |  |  |  |  |
|  |                            |  |  |  |  |  |  |  |  |  |  |  |  |  |  |  |
|  | 10. Herbert de Maine       |  |  |  |  |  |  |  |  |  |  |  |  |  |  |  |
|  |                            |  |  |  |  |  |  |  |  |  |  |  |  |  |  |  |
|  |                            |  |  |  |  |  |  |  |  |  |  |  |  |  |  |  |
|  | 5. Garsinda de Maine       |  |  |  |  |  |  |  |  |  |  |  |  |  |  |  |
|  |                            |  |  |  |  |  |  |  |  |  |  |  |  |  |  |  |
|  |                            |  |  |  |  |  |  |  |  |  |  |  |  |  |  |  |
|  | 1. Esteve d'Anglaterra     |  |  |  |  |  |  |  |  |  |  |  |  |  |  |  |
|  |                            |  |  |  |  |  |  |  |  |  |  |  |  |  |  |  |
|  |                            |  |  |  |  |  |  |  |  |  |  |  |  |  |  |  |
|  | 24. Ricard II de Normandia |  |  |  |  |  |  |  |  |  |  |  |  |  |  |  |
|  |                            |  |  |  |  |  |  |  |  |  |  |  |  |  |  |  |
|  |                            |  |  |  |  |  |  |  |  |  |  |  |  |  |  |  |
|  | 12. Robert I de Normandia  |  |  |  |  |  |  |  |  |  |  |  |  |  |  |  |
|  |                            |  |  |  |  |  |  |  |  |  |  |  |  |  |  |  |
|  |                            |  |  |  |  |  |  |  |  |  |  |  |  |  |  |  |
|  | 25. Judit de Bretanya      |  |  |  |  |  |  |  |  |  |  |  |  |  |  |  |
|  |                            |  |  |  |  |  |  |  |  |  |  |  |  |  |  |  |
|  |                            |  |  |  |  |  |  |  |  |  |  |  |  |  |  |  |
|  | 6. Guillem I d'Anglaterra  |  |  |  |  |  |  |  |  |  |  |  |  |  |  |  |
|  |                            |  |  |  |  |  |  |  |  |  |  |  |  |  |  |  |
|  |                            |  |  |  |  |  |  |  |  |  |  |  |  |  |  |  |
|  | 13. Arlette de Falaise     |  |  |  |  |  |  |  |  |  |  |  |  |  |  |  |
|  |                            |  |  |  |  |  |  |  |  |  |  |  |  |  |  |  |
|  |                            |  |  |  |  |  |  |  |  |  |  |  |  |  |  |  |
|  | 3. Adela de Normandia      |  |  |  |  |  |  |  |  |  |  |  |  |  |  |  |
|  |                            |  |  |  |  |  |  |  |  |  |  |  |  |  |  |  |
|  |                            |  |  |  |  |  |  |  |  |  |  |  |  |  |  |  |
|  | 14. Balduí V de Flandes    |  |  |  |  |  |  |  |  |  |  |  |  |  |  |  |
|  |                            |  |  |  |  |  |  |  |  |  |  |  |  |  |  |  |
|  |                            |  |  |  |  |  |  |  |  |  |  |  |  |  |  |  |
|  | 7. Matilde de Flandes      |  |  |  |  |  |  |  |  |  |  |  |  |  |  |  |
|  |                            |  |  |  |  |  |  |  |  |  |  |  |  |  |  |  |
|  |                            |  |  |  |  |  |  |  |  |  |  |  |  |  |  |  |
|  | 30. Robert II de França    |  |  |  |  |  |  |  |  |  |  |  |  |  |  |  |
|  |                            |  |  |  |  |  |  |  |  |  |  |  |  |  |  |  |
|  |                            |  |  |  |  |  |  |  |  |  |  |  |  |  |  |  |
|  | 15. Adela de França        |  |  |  |  |  |  |  |  |  |  |  |  |  |  |  |
|  |                            |  |  |  |  |  |  |  |  |  |  |  |  |  |  |  |
|  |                            |  |  |  |  |  |  |  |  |  |  |  |  |  |  |  |
|  | 31. Constança d'Arles      |  |  |  |  |  |  |  |  |  |  |  |  |  |  |  |
|  |                            |  |  |  |  |  |  |  |  |  |  |  |  |  |  |  |
|  |                            |  |  |  |  |  |  |  |  |  |  |  |  |  |  |  |

### Núpcies i descendents
Esteve es casà el 1125 a Westminster amb Matilde de Boulogne (vers 1105 – 3 de maig del 1152), filla del comte de Boulogne i comtessa titular a partir del 1128.
Del matrimoni nasqueren:
- Balduí de Blois († 1135)
- Matilde de Blois († 1135)
- Eustaqui de Blois (1127 - 1153), comte de Boulogne
- Guillem de Blois († 1159), comte de Boulogne
- Maria de Blois (1131 - 1180), comtessa de Boulogne, casada amb Mateu d'Alsàcia († 1173)

També tingué tres fills il·legítims.
Tot i que la línia d'Esteve no heretà el tron, que passà a la casa Plantagenet, a través de Maria, Esteve es convertiria en avantpassat de l'esposa d'Eduard III d'Anglaterra, Felipa d'Hainaut (1314-1369), i en conseqüència de tots els futurs reis d'Anglaterra des d'aleshores.